# قائمة المدن السودانية حسب دليل التنمية البشرية
هذه قائمة الولاية (المدن) السودانية حسب تصنيف التنمية البشرية في العام 2018م
| رتبة                     | المنطقة                  | مؤشر التنمية البشرية (2018) | مقارنة البلدان (2018)       |
| التنمية البشرية المتوسطة | التنمية البشرية المتوسطة | التنمية البشرية المتوسطة    | التنمية البشرية المتوسطة    |
| ------------------------ | ------------------------ | --------------------------- | --------------------------- |
| 1                        | الخرطوم                  | 0.626                       | تيمور الشرقية               |
| 2                        | الشمالية                 | 0.623                       | هندوراس                     |
| 3                        | نهر النيل                | 0.600                       | فانواتو, لاوس               |
| التنمية البشرية المنخفضة |                          |                             |                             |
| 4                        | الجزيرة                  | 0.549                       | سوريا                       |
| 5                        | البحر الأحمر             | 0.522                       | مدغشقر                      |
| –                        | السودان                  | 0.507                       | هايتي, توغو                 |
| 6                        | سنار                     | 0.496                       | افغانستان                   |
| 7                        | النيل الأبيض ،           | 0.495                       | جيبوتي                      |
| 8                        | شمال دارفور              | 0.468                       | غامبيا                      |
| 9                        | شمال كردفان              | 0.465                       | ليبيريا                     |
| 10                       | كسلا                     | 0.457                       | جمهورية الكونغو الديمقراطية |
| 11                       | القضارف                  | 0.455                       | جمهورية الكونغو الديمقراطية |
| 12                       | غرب دارفور               | 0.446                       | موزمبيق                     |
| 13                       | جنوب دارفور              | 0.442                       | ليبيريا                     |
| 14                       | جنوب كردفان              | 0.437                       | سيراليون, موزمبيق           |
| 15                       | النيل الأزرق             | 0.424                       | بوروندي                     |